# Vlag van Brakel (Oost-Vlaanderen)
De vlag van Brakel werd door de gemeenteraad op 28 januari 1985 officieel vastgesteld als de gemeentelijke vlag van de Oost-Vlaamse gemeente Brakel. Op 1 april 1985 werd hij door het Bestuur van Vlaanderen bevestigd en uiteindelijk gepubliceerd op 8 juli 1986 in het officiële Belgisch Staatsblad.
Officieel wordt de vlag beschreven als:
Rood met vier witte kepers.
De vlag is volledig gebaseerd op het gemeentewapen en ziet er dus helemaal hetzelfde uit.

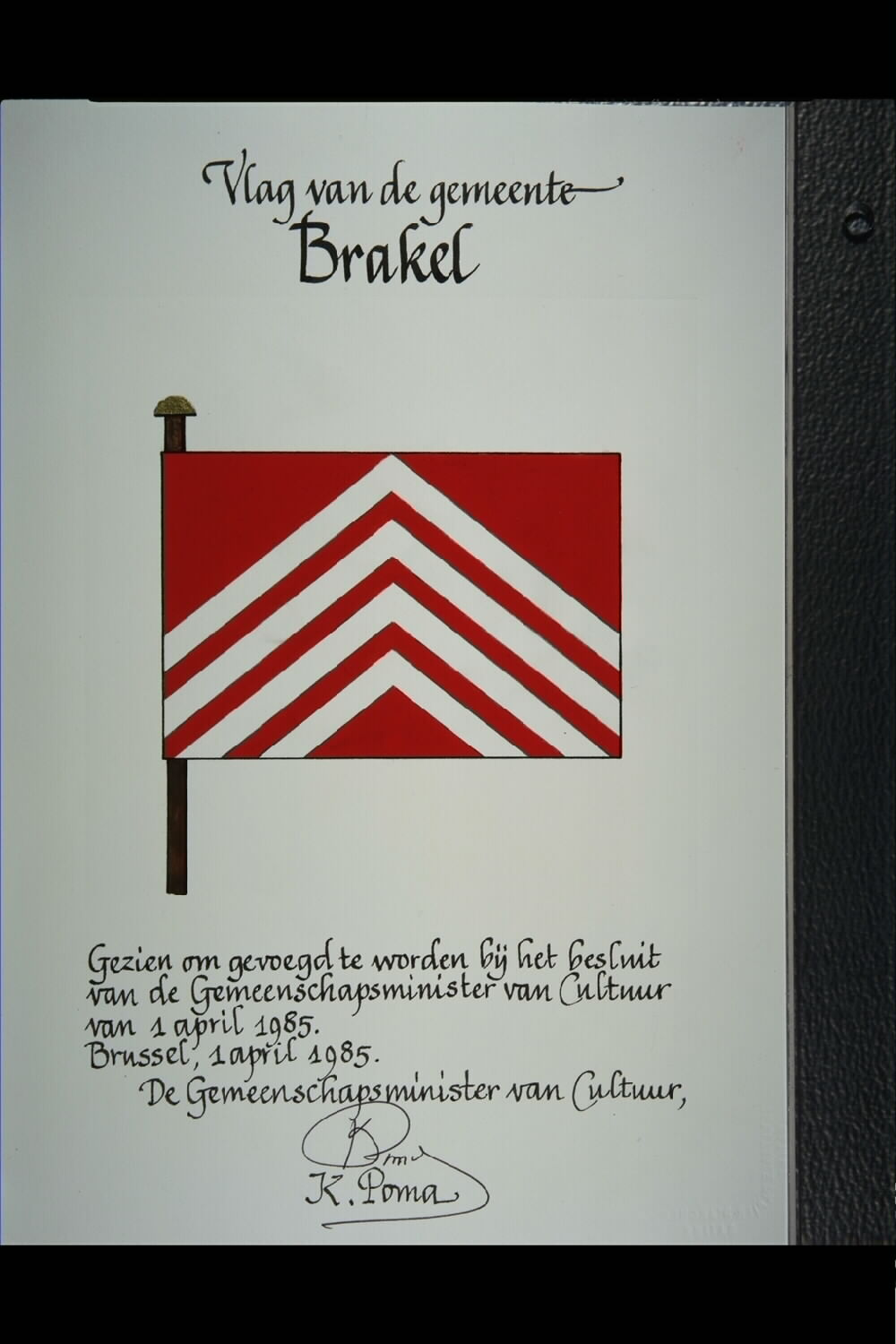
Ontwerp vlag getekend door Karel Poma